# Riedelella pectenuncinata
Riedelella pectenuncinata är en plattmaskart som beskrevs av Timoshkin OA 200. Riedelella pectenuncinata ingår i släktet Riedelella och familjen Rhynchokarlingiidae. Inga underarter finns listade i Catalogue of Life.